# Lord-lieutenant de Cleveland
Ceci est une liste de personnes qui ont servi lord-lieutenant de Cleveland  depuis sa création en 1974 à son abolition (et celle du comté) en 1996:
- 1974–1979: major Cecil Crosthwaite
- 1979–1981: colonel John Pounder
- 1981–1996 : Richard Chaloner